# Eupelmus fonteia
Eupelmus fonteia är en stekelart som beskrevs av Walker 1847. Eupelmus fonteia ingår i släktet Eupelmus och familjen hoppglanssteklar. Inga underarter finns listade i Catalogue of Life.